# (36165) 1999 RB227
1999 RB227 (asteroide 36165) é um asteroide da cintura principal. Possui uma excentricidade de 0.16096530 e uma inclinação de 9.00328º.
Este asteroide foi descoberto no dia 5 de setembro de 1999 por CSS em Catalina.